# 鳳来寺山

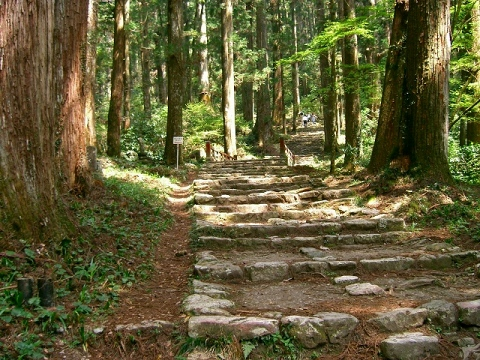
門谷からの表参道

鳳来寺山（ほうらいじさん）は、愛知県新城市鳳来寺にある山である。

## 概要
「声の仏法僧（ブッポウソウ）」（コノハズク）が棲息していることや紅葉の名所として、更に鳳来寺があることで知られる。旧火山帯の南端に位置する約2000万年前に活動した火山であり、標高は695メートルとされるが、これは厳密には鳳来寺山の山頂標識から北に位置する瑠璃山と呼ばれる岩峰の標高である。
登山道は、門谷からの鳳来寺山表参道（愛知県道441号鳳来寺山公園線）を通り源頼朝が寄進した石段（1,425段）を経由する道のほか、大野からの東海自然歩道を通るルート、湯谷温泉から鳳来寺山パークウェイ（元有料道路）を通り山頂駐車場を経由するルートがある。いずれを用いても鳳来寺の本堂や鳳来山東照宮にも行くことができる。
1931年（昭和6年）に国の名勝及び天然記念物に指定され、2007年（平成19年）には日本の地質百選に選定された。
山には、日本一高いとされていた樹齢800年以上、樹高約60メートルの「傘杉」（かさすぎ）がある。
1935年（昭和10年）6月7日・8日の両日に渡り、名古屋放送局は鳳来寺山でブッポウソウ（コノハズク）の啼き声を夜間生中継することに成功。これをきっかけに「声の仏法僧」コノハズクと、「姿の仏法僧」であるブッポウソウの食い違いが学術的に解明されただけでなく、鳳来寺のブッポウソウの声が名物として広く知られることになった。

## 交通手段

### 路線バス
- JR飯田線 本長篠駅、三河大野駅、湯谷温泉駅もしくは高速バス山の湊号 もっくる新城南バス停から新城市Sバス湯谷温泉もっくる新城線の「鳳来寺山山頂」行に乗車。終点「鳳来寺山山頂」停留所で下車。
  - 月 - 土曜に運行。

- JR飯田線 本長篠駅もしくはもっくる新城南バス停（1往復のみ）から、豊鉄バスの急行「鳳来寺山頂」行きに乗車。終点「鳳来寺山頂」停留所で下車（本長篠駅からの所要時間：22分）。
  - このバスは11月1日 - 11月30日の土休日のみ運行。11月23日は後述の「鳳来寺」行増便対応のため本数減。

- 本長篠駅から豊鉄バス「田口」「四谷千枚田口」行きのどちらかに乗車。「鳳来寺」停留所で下車。11月23日は「鳳来寺」行きのバスを増便運行する。
  - 「田口」行きのバスは毎日運行、「四谷千枚田口」行きのバスは平日・土曜日のみ運行（日曜日・祝日（休日）は運休。ただし、「鳳来寺」停留所は山頂ではなく山麓にあり、徒歩で登山すると片道1時間以上はかかる。

### 自家用車
豊橋・豊川・新城市街方面から
- 東名高速道路豊川IC もしくは新東名高速道路新城ICから国道151号を北西方向（飯田・東栄方面）へ進む。
  - 表参道・登山口 - 長篠交差点を左折、突き当たり（長篠交差点から約7分）の丁字路を左折。約450メートル先の丁字路（愛知県道441号鳳来寺山公園線交点）を右折（駐車場あり）。
  - 山頂駐車場 - 湯谷温泉から元有料道路の鳳来寺山パークウェイに入る。もしくは長篠交差点を左折し突き当たりの丁字路を右折。鳳来寺山パークウェイ内の分岐を鳳来寺・東照宮方面へと進む。

## 周辺
- 鳳来寺
- 鳳来山東照宮
- 鳳来寺山自然科学博物館
- 鳳来寺山ろく青少年旅行村
- 湯谷温泉
- 湯谷峠
- 愛知県民の森
- 鳳来峡

## ギャラリー
- 鳳来寺からの展望
- 山並み
- 「お食事処 かさすぎ」前の駐車場
- 登山口付近の旅館
- 登山口
- 鳳来寺
- 鳳来寺本堂前の田楽堂
- 鷹打場展望台
- 鷹打場展望台の近く
- 表参道仁王門
- 仁王門近景
- 鳳来山東照宮

## 関連作品
- 若山牧水「鳳来寺紀行」[6]